# 502 г. пр.н.е.

## Събития

### В Азия

#### В Персийската империя
- Цар на Персийската (Ахеменидска) империя e Дарий I (522 – 486 г. пр.н.е.).[1]

### В Европа

#### В Римската република
- Консули (502/501 г.пр.н.е.) са Опитер Вергиний Трикост и Спурий Касий Вецелин.
- Поради предателството си от предната година, град Помеция е превзет от римляните и населението му е поробено.
- Вецелин получава триумф за победа над сабините.[2]